# آمریکایی‌های سوئدی‌تبار
آمریکایی‌های سوئدی‌تبار (سوئدی: Svenskamerikaner) آمریکایی‌هایی هستند که حداقل پاره‌ای از اصالتشان سوئدی است.